# 耶律有尚
耶律有尚（1235年—1320年），字伯强，号汶南野老，东平须城（今山东省东平县）人，元朝大臣，契丹辽朝皇族后裔，耶律倍的十世孙。

## 生平
耶律有尚资识绝人，笃志于学。从许衡受学，习性理之学，号称高第弟子。至元八年（1271年），许衡为国子祭酒、集贤大学士，他被选为斋长。至元十年（1273年），许衡辞归，耶律有尚为助教，嗣领学事。至元二十年（1283年），担任秘书监丞，出知蓟州（今天津市蓟州区），为政宽简，得民情。转任詹事院长史。至元二十二年（1285年），召为国子司业，建言元世祖，请立国子监，建学馆。至元二十四年（1287年）升为国子祭酒。至元二十七年（1290年），告老辞归。大德元年（1297年），复召为国子祭酒，加集贤学士，转任太常卿、集贤学士。官至昭文馆大学士、兼国子祭酒，阶中奉大夫。至大元年（1308年）辞归。前后五居国学，立教以义理为本，教法遵照许衡，推崇程朱理学为“正学”、“正道”，提倡仪容辞令、动中规矩，均应以“义理为本”，“恭敬为先”。去世后，谥文正。有《许鲁斋考岁略》。

## 家族
祖父耶律善才（1172年-1232年，耶律楚材之兄）在东平为官，家族于是定居东平。其父耶律鈞为元朝東平路工匠長官。

### 子
- 耶律楷，官至奉訓大夫、鄧州知州，生母伯德氏
- 耶律朴，官至太常礼儀院奉礼郎，生母伯德氏
- 耶律权，官至江南湖北道肃政廉訪司僉事，生母伯德氏
- 耶律栝，官至陝西行省宣使
- 耶律检，官至将士佐郎、广源庫知事

## 延伸阅读
[在维基数据编辑]
 《元史/卷174》，出自宋濂《元史》
 《新元史/卷127》，出自柯劭忞《新元史》